# Diserbante
I diserbanti, detti anche erbicidi, sono sostanze utilizzate per il controllo delle malerbe o piante infestanti. Gli erbicidi più comuni sono composti chimici di sintesi, spesso xenobionti ossia chimicamente estranei, disaffini, ai composti naturalmente presenti negli esseri viventi. È in questi termini che si pone il problema dell'impatto ambientale dell'utilizzo di erbicidi in agricoltura, ma non solo: erbicidi sono impiegati per uso civile, e addirittura se ne può citare l'uso militare (vedi anche: Agente Arancio).
Gli erbicidi possono essere classificati secondo la chimica dei principi attivi (esistono numerose famiglie chimiche di erbicidi) oppure a seconda delle specie vegetali obiettivo. In particolare per le malerbe si usa distinguere il gruppo botanico delle dicotiledoni da quello delle monocotiledoni, denominate rispettivamente specie a foglia larga e a foglia stretta, per le quali esistono erbicidi in grado di colpire le une risparmiando le altre, che assorbono il principio attivo ma lo detossificano. Alcuni principi attivi colpiscono indistintamente mono e dicotiledoni, come ad esempio il Glyphosate.
La fitotossicità può esplicarsi sull'organo a diretto contatto con l'erbicida o sui diversi organi, grazie alla capacità che certi composti hanno di traslocarsi con il flusso xilematico e/o floematico. Altra classificazione divide gli erbicidi in composti antigerminello, che impediscono la germinazione delle malerbe; di pre-emergenza, che colpiscono l'infestante allo stadio di plantula annullandone di fatto lo sviluppo prima che possa competere con la specie coltivata; di post-emergenza, che eliminano l'infestante già sviluppata. Gli erbicidi di pre-emergenza, proprio in virtù del compito a loro richiesto, tendono ad essere tutti composti residuali, caratteristica svantaggiosa per l'ambiente.
L'evoluzione degli erbicidi è partita da sostanze chimiche ad azione diserbante grossolana (ad es. sali d'arsenico, acido perclorico, clorato di sodio e acido solforico), il cui impiego non si è - fortunatamente - mai diffuso vista anche l'epoca interessata (primo dopoguerra). Negli anni si sono prodotte molecole sempre più selettive ed efficaci (i primi erbicidi di sintesi nel 1941, nati in Inghilterra per uso bellico: 2,4-D ed MCPA), la cui continua ricerca è stata ed è incrementata anche e soprattutto dall'insorgere di fenomeni indesiderati di inquinamento e di selezione di una flora infestante resistente.

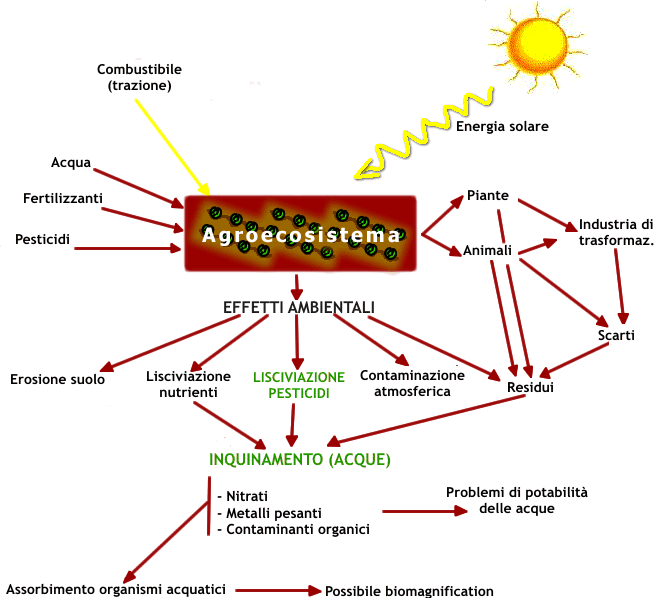
Schema riassuntivo delle dinamiche ambientali di un'agroecosistema, con particolare riferimento agli input chimici e al rischio ambientale.

Alcuni di questi composti hanno una struttura tale da poter essere degradati più o meno velocemente: questo si spiega con la similarità di queste molecole con quelle di composti naturali (che ne garantisce quindi una trasformazione metabolica principalmente da parte di microrganismi) o con la loro instabilità chimica o fotochimica nell'ambiente. In relazione alla loro recalcitranza alla degradazione e alla loro dinamica nell'ecosistema si può andare incontro a fenomeni di accumulo negli esseri viventi (vedi: Biomagnificazione), o a deriva ambientale per volatilizzazione, dilavamento, percolamento. Un caso esplicativo può essere quello dell'Atrazina, principio attivo erbicida in uso dalla seconda metà degli anni cinquanta, giunto in Italia nei primi anni sessanta a supporto del vertiginoso aumento delle rese agricole conseguito in quegli anni (Rivoluzione verde). In particolare l'atrazina costituiva il principio attivo diserbante per eccellenza sul mais e sul sorgo, ma anche, nelle agricolture tropicali, per la canna da zucchero. L'atrazina è da diversi anni bandita in Italia e in altri paesi europei per la sua spiccata tendenza ad essere trasportata dalle acque, complici anche le elevate dosi d'impiego, andando così a costituire un inquinante delle falde acquifere in grado di persistere per anni. In Italia non sono comunque ancora banditi alcuni composti congeneri (es. Terbutilazina), le cui dosi massime d'impiego sono state comunque via via ridotte negli anni. L'importanza dei principi attivi di questo tipo è senz'altro decrescente.
La ricerca oggi mira a ridurre l'uso di questi composti, sintetizzandone di nuovi più rispettosi dell'ambiente; studiando nuove formulazioni e coadiuvanti; sperimentando bioerbicidi (come ad esempio l'aceto di vino o alcuni funghi parassiti delle malerbe); promuovendo buone pratiche agricole che mirino ad un uso corretto dei composti erbicidi ammessi, a prevenirne il più possibile l'uso o a sostituirli con pratiche alternative (ad es. pirodiserbo).
La resistenza agli erbicidi è studiata e volontariamente indotta in specie coltivate ai fini della produzione di piante che resistano a diserbanti totali e consentano quindi l'impiego di questi anche sulla coltura in atto. Tali resistenze possono essere indotte o individuate tramite diversi approcci, quali selezione massale (obsoleta), mutagenesi e transgenesi.
Un rapporto del 2016 dal titolo Genetically engineered crops and pesticide use in U.S. maize and soybeans redatto da un gruppo di esperti dell'Università della Virginia ha mostrato che l'uso dei diserbanti nelle coltivazioni dei prodotti geneticamente modificati è aumentato a causa della resistenza che alcune piante infestanti hanno sviluppato nel corso degli anni.

## Effetti sulla salute e sull'ambiente
Gli erbicidi hanno una tossicità ampiamente variabile oltre alla tossicità acuta derivante dall'ingestione rapida di una quantità significativa e alla tossicità cronica derivante dall'esposizione ambientale e professionale per lunghi periodi. Gran parte del sospetto pubblico sugli erbicidi ruota attorno a una confusione tra affermazioni valide di tossicità acuta rispetto ad affermazioni altrettanto valide di mancanza di tossicità cronica ai livelli di utilizzo raccomandati. Ad esempio, mentre le formulazioni di glifosato con ammina di sego polietossilato sono estremamente tossici, il loro uso è risultato non correlato a problemi di salute come il cancro in un massiccio studio del Dipartimento della Salute degli Stati Uniti su 90.000 membri di famiglie di agricoltori per un periodo di 23 anni.
Nel 2015 l'Autorità europea per la sicurezza alimentare (EFSA) ha concluso che "è improbabile che il glifosato costituisca un pericolo di cancerogenicità per gli esseri umani".
OMS e FAO nel 2016 hanno sottolineato come “è improbabile che il glifosato comporti un rischio di cancro per gli esseri umani come conseguenza dell’esposizione attraverso l’alimentazione”. La IARC lo ha inserito nella categoria dei "probabili cancerogeni" e non in quella dei “carcinogeni certi”. Il suo utilizzo come erbicida è stato nuovamente approvato nell’Unione europea nel 2017 fino al 2022.

### Effetti ecologici
L'uso commerciale di erbicidi ha generalmente impatti negativi sulle popolazioni di uccelli, sebbene gli impatti siano molto variabili e spesso richiedano studi sul campo per prevedere con precisione. Gli studi di laboratorio hanno talvolta sovrastimato gli impatti negativi sugli uccelli dovuti alla tossicità, prevedendo gravi problemi che non sono stati osservati sul campo.
Alcuni studi hanno dimostrato che l'atrazina può essere un teratogeno, causando la demascolinizzazione nei maschi delle rane.

### Uso come arma chimica

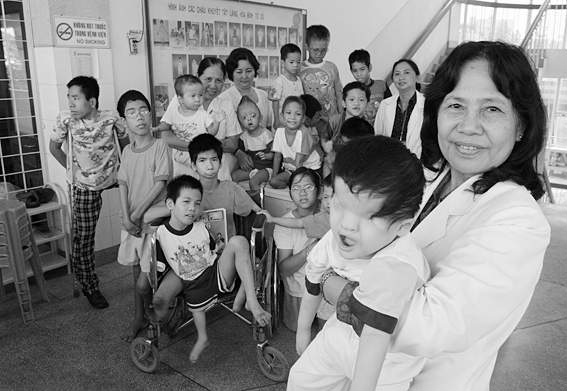
Bambini portatori di handicap in Vietnam, la maggior parte dei quali vittime dell'Agente Orange

Agente Arancio, in inglese Agent Orange, era il nome in codice dato dall'esercito statunitense a un defoliante che fu ampiamente irrorato su tutto il Vietnam del Sud, tra il 1961 e il 1971, durante la Guerra del Vietnam.
Il suo scopo principale era interrompere la produzione alimentare agricola e/o distruggere le piante che fornivano copertura o occultamento al nemico. Durante l'emergenza malese (1948-1960), l'esercito britannico dispiegò erbicidi nella campagna malese (compresi i campi coltivati) al fine di privare l'esercito di liberazione nazionale malese (MNLA) ribelli di copertura, potenziali fonti di cibo e per stanarli dalla giungla. Erbicidi e defolianti sono stati spruzzati anche dagli aerei della Royal Air Force (RAF). Ciò ha lasciato impatti tangibili e a lungo termine sul popolo vietnamita e sui soldati statunitensi che maneggiavano tali sostanze chimiche. Più del 20% delle foreste del Vietnam del Sud e il 3,2% della sua terra coltivata sono state irrorate almeno una volta durante la guerra. Il governo del Vietnam afferma che fino a quattro milioni di persone sono state esposte al diserbante e fino a tre milioni di persone hanno sofferto di malattie a causa dell'Agente Orange, mentre la Croce Rossa del Vietnam stima che fino a un milione di persone erano divenute disabili o ha riscontrato problemi di salute a causa dell'esposizione all'Agente Orange. Il governo degli Stati Uniti ha descritto queste cifre come inaffidabili.

## Galleria d'immagini

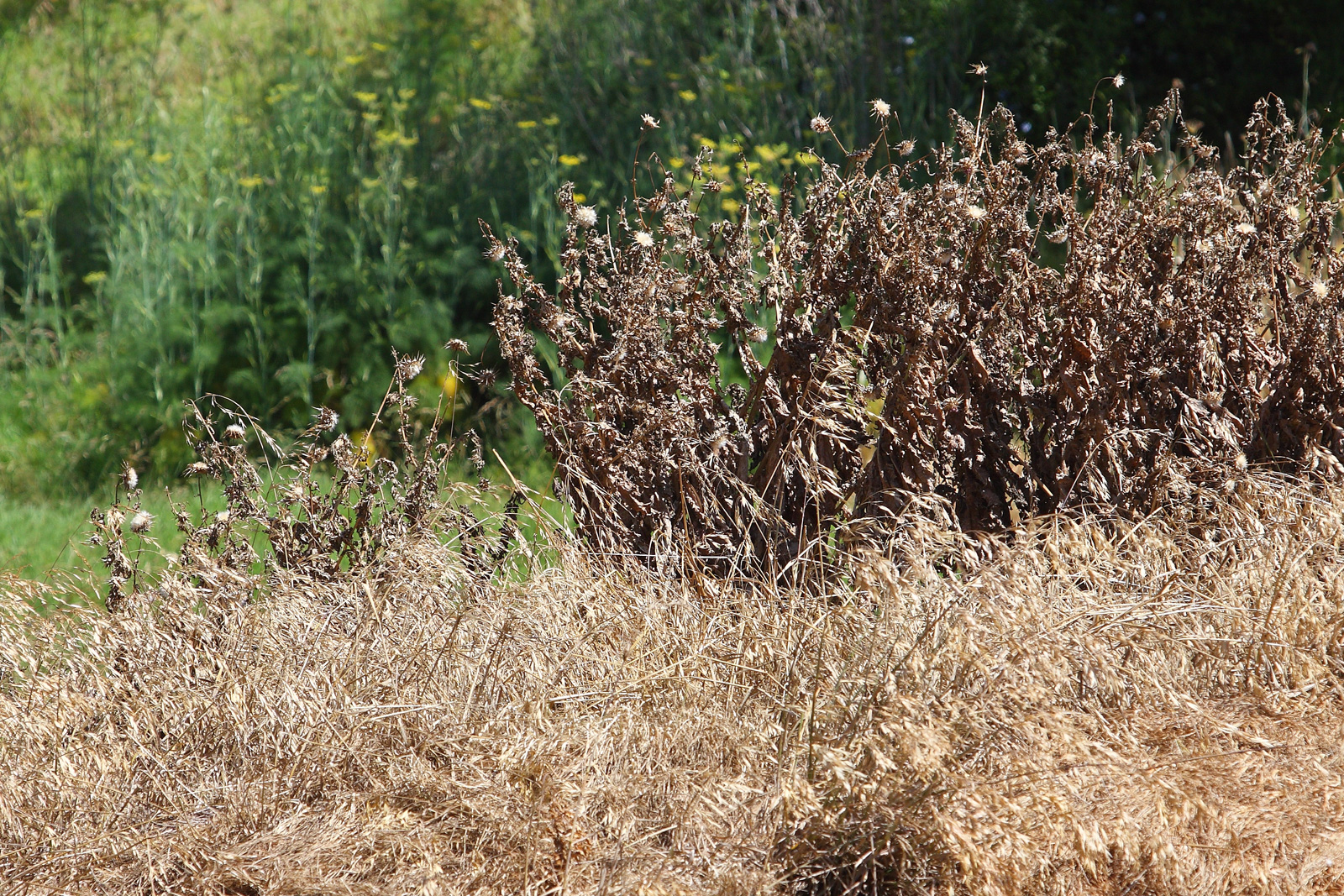
Infestanti controllate con erbicida
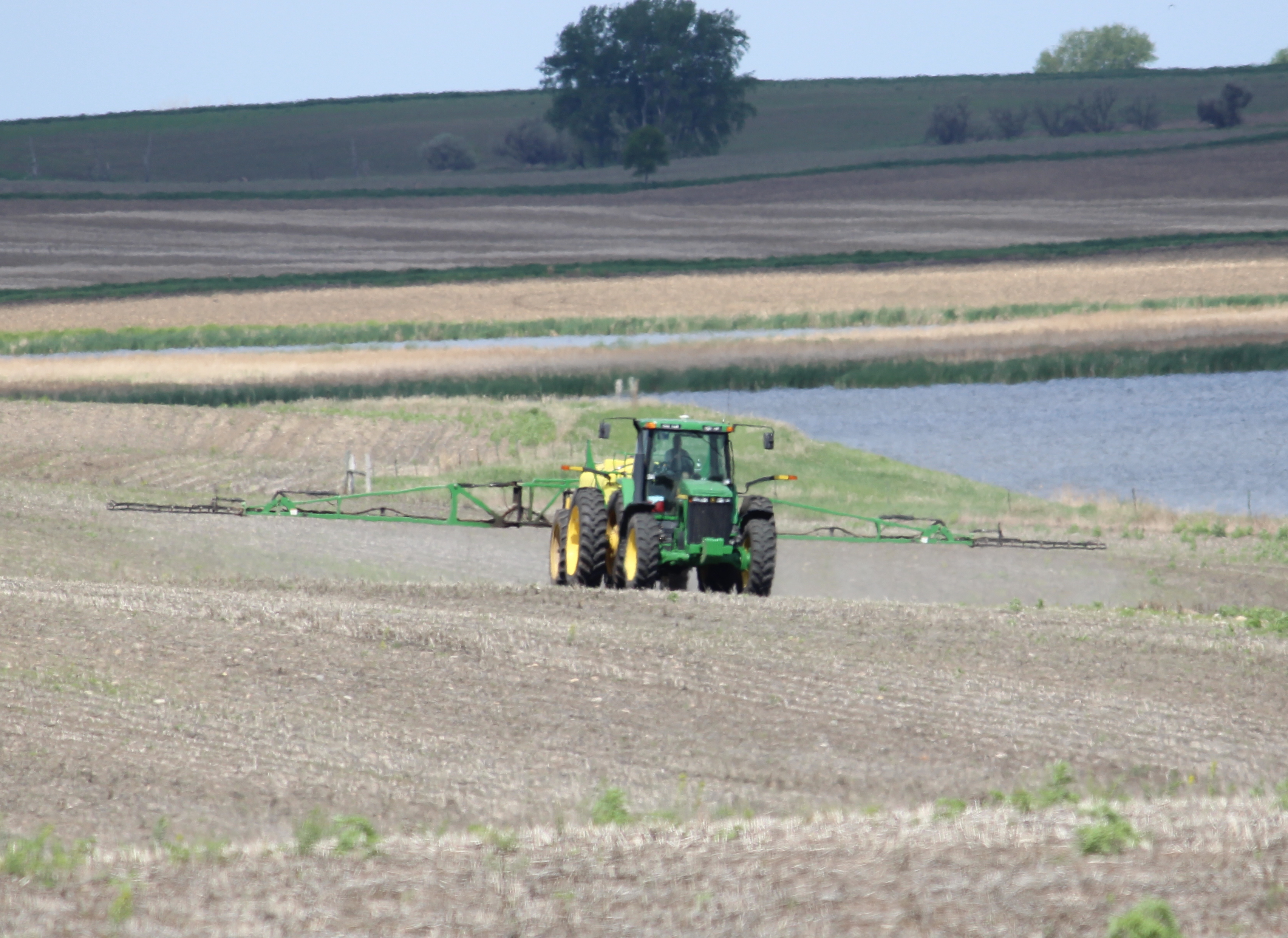
Erbicidi spruzzati dai bracci di un trattore nel North Dakota.
2,4-D, il primo erbicida chimico, fu scoperto durante la seconda guerra mondiale
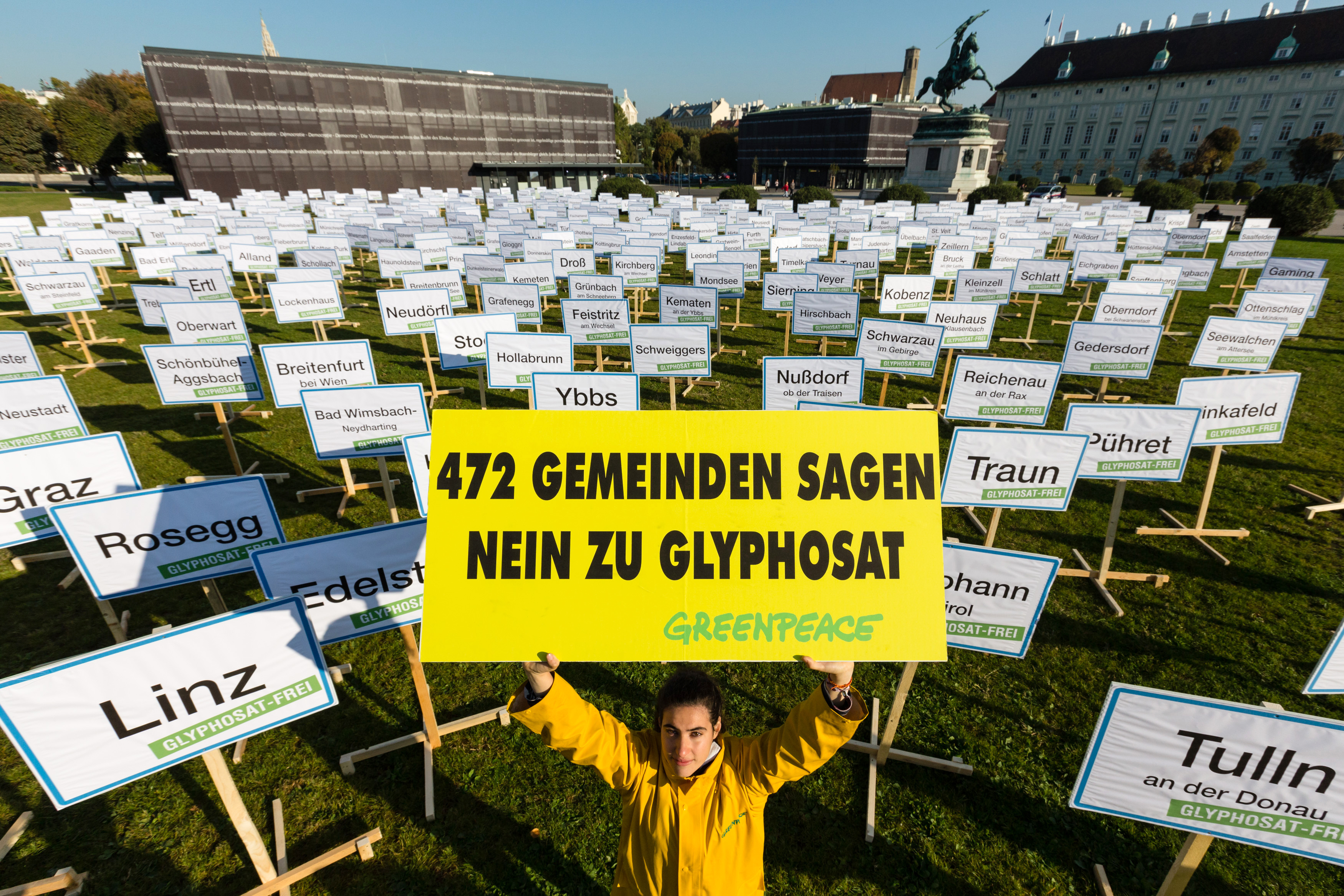
Greenpeace ha chiesto alle comunità austriache cosa ne pensano dell'uso del glifosato in agricoltura. 472 comuni si rifiutano di utilizzarlo. La manifestazione si è svolta il 2 ottobre 2017 davanti al parlamento provvisorio austriaco in Heldenplatz. I 472 cartelli allestiti rappresentano le singole comunità.